# Barinas (stad)
Barinas is een stad en gemeente in Venezuela, gelegen in het westelijk deel van het centrum van het land op de grens tussen de Andes en de Llanos. Het is de hoofdstad van de gelijknamige staat.
De stad zelf heeft 309.000 inwoners, de gemeente 355.000. De temperatuur ligt tussen de 26 °C en de 28 °C.
De belangrijkste activiteiten in en om Barinas bestaan tegenwoordig uit landbouw, bosbouw en de exploitatie van mijnen waar goud gewonnen wordt. Daarnaast beschikt het gebied zoals veel delen van Venezuela over een aanzienlijke reserve van olie. Een enkele keer wordt het stadje ook aangedaan door toeristen, op doorreis naar de Llanos. In de jaren vijftig bestonden er plannen om een kabelbaan te bouwen die van Mérida tot aan Barinas moest reiken. Die plannen waren echter te pretentieus: de bouw werd in Mérida begonnen maar toen de baan 4765 meter hoog was werd de bouw gestaakt. Barinas ziet sindsdien met lede ogen aan hoe jaarlijks vele toeristen vanwege de kabelbaan naar Mérida komen, en Barinas links laten liggen.
De plaats is de zetel van het rooms-katholieke bisdom Barinas.

## Geschiedenis
Op 30 juni 1577 werd Barinas gesticht door kapitein Juan Andrés Varela, in opdracht van gouverneur Francisco de Cáceres. De naam van het stadje was toen Altamira de Cáceres.
De stad maakte deel uit van de provincie Mérida del Espíritu Santo de La Grita, waarvan de stad Mérida de hoofdstad was. In 1676 ging ook Maracaibo deel uitmaken van die provincie, die toen Provincia de Mérida del Espíritu Santo de Maracaibo ging heten.
Gedurende het koloniale tijdperk was Barinas een zeer welvarende stad. Het was dan ook vaak het doelwit van aanvallen door piraten die via de Orinoco het stadje konden bereiken. Om dat te bestrijden bouwden de Spanjaarden verschillende forten langs de rivier.
Op 15 februari 1786 werd Barinas een provincie, en kreeg de stad de functie van provinciehoofdstad.
Tijdens de onafhankelijkheidsoorlog, waarin Barinas een bastion van vrijheidsstrijders was, verloor de stad een groot deel van de rijkdommen. In het nieuwe onafhankelijke Venezuela werd aan de stad geen belangrijke rol meer toegedicht, en het bleef sindsdien een onbeduidend stadje.

## Geboren
- Franco Fasciana (1990), voetballer
- Leangel Linarez (1998), wielrenner